# セバスチャン・シャルパンティエ

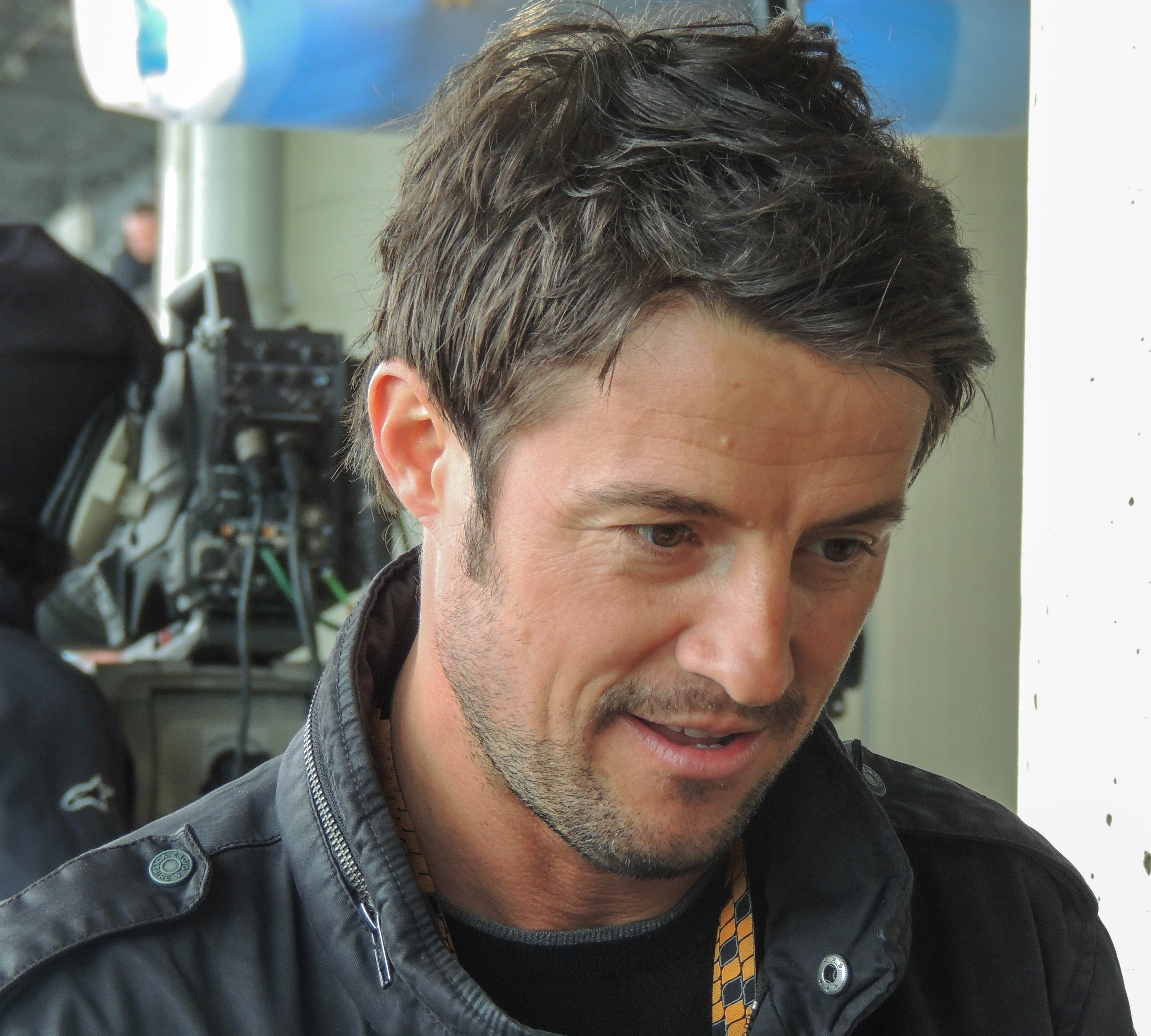
セバスチャン・シャルパンティエ

セバスチャン・シャルパンティエ（Sébastien Charpentier, 1973年3月26日 - ）は、フランス・ラ・ロシュフコー (シャラント県)出身のモーターサイクル・ロードレーサー。
2005年スーパースポーツ世界選手権チャンピオン。

## 戦績
- 1989年 - デビュー戦
- 1996年 - ホンダCBカップ（フランス）8戦7勝
- 1997年 - スーパースポーツヨーロッパ選手権
- 1998年 - スーパースポーツ世界選手権
- 1999年 - ヨーロッパ選手権
- 2000年 - ルマン24時間耐久ロードレース優勝（ホンダ）
- 2001年 - スーパースポーツスペイン選手権
- 2002年 - スーパースポーツ世界選手権ランキング28位
- 2003年 - スーパースポーツ世界選手権ランキング7位（クラフィ・ホンダ）
- 2004年 - スーパースポーツ世界選手権ランキング4位（クラフィ・ホンダ）
- 2005年 - スーパースポーツ世界選手権チャンピオン（ウィンストン・テン・ケイト・ホンダ）
- 2006年 - スーパースポーツ世界選手権（ウィンストン・テン・ケイト・ホンダ）